# Escherichia coli O157: H7
L'Escherichia coli O157: H7 o Escherichia coli enteroemorragico o EHEC è un ceppo entero-emorragico del batterio Escherichia coli che è causa di malattie a trasmissione alimentare.
L'infezione porta spesso a diarrea emorragica. Questo particolare ceppo di E. coli, inoltre, è tra quelli capaci di indurre la sindrome emolitica uremica (SEU), una sindrome caratterizzata da insufficienza renale acuta, anemia emolitica e trombocitopenia, più frequente nei bambini.

## Modalità di trasmissione
La trasmissione avviene attraverso la via oro-fecale, e la maggior parte dei casi di malattia sono associati all'assunzione alimentare di cibi crudi o poco cotti, contaminati dalla terra o da acque contaminate, o al consumo di verdure inquinate da queste acque.
Questo sierotipo è diventato molto comune ed è di solito associato all'assunzione di carne cruda proveniente da allevamenti intensivi, accidentalmente contaminata da parte di contenuto intestinale dell'animale. Fu isolato per la prima volta nel 1982, a seguito di una tossinfezione alimentare verificatasi negli USA, in conseguenza dell'assunzione di hamburger nella catena di fast food Jack in the Box.
Nei ruminanti esso vive da commensale nell'intestino, ma non provoca patologia per la scarsità dei recettori verso la tossina prodotta dal batterio.
Alcune ricerche indicano l'utilità dei probiotici, in particolare dei lactobacilli, per la prevenzione delle infezioni alimentari provocata da ceppi di O157:H78.